# Frankfurter Turnfest

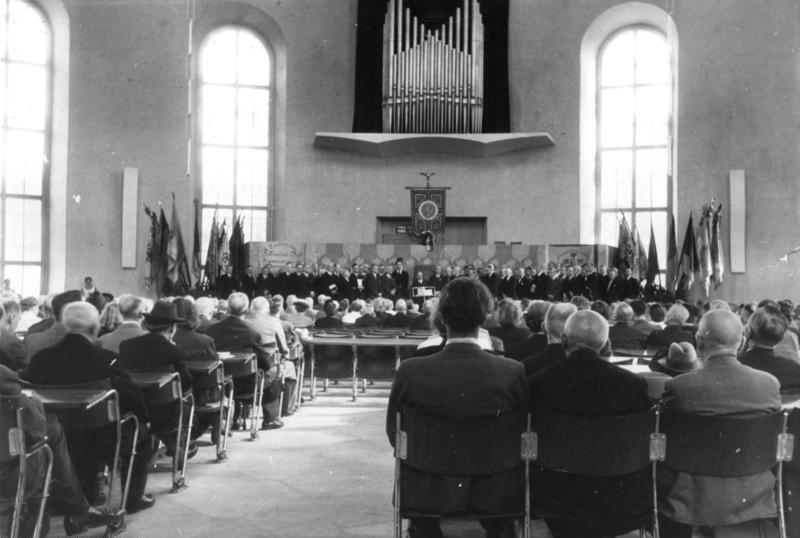
Eröffnung des Frankfurter Turnfestes am 19. August 1948 in der Frankfurter Paulskirche

Das Frankfurter Turnfest fand kurz nach der westdeutschen Währungsreform vom 19. bis 23. August 1948 in Frankfurt am Main statt. Als erstes Deutsches Turnfest nach dem Ende des Zweiten Weltkrieges geplant, durfte es diesen Namen auf Anordnung der alliierten Besatzungsmächte nicht führen, da gesamtdeutsche Veranstaltungen ebenso verboten waren, wie die Bezeichnung „deutsch“ im Kontext einer Veranstaltung zu führen. Die Bezeichnung Frankfurter Turnfest war daher der offizielle Name des Events. Die Teilnahme war auf Anweisung der US-Militärregierung und der britischen Militärregierung in Deutschland auf Turner aus der Bi-Zone begrenzt.

## Idee
Die Wiederaufnahme der Tradition deutscher Turnfeste im Jahr 1948 war angesichts der verheerenden Zerstörungen durch die Bombennächte des Zweiten Weltkrieges sowie nach den Verbrechen des Nationalsozialismus ein mutiges und gleichzeitig schwieriges Unterfangen. Gleichwohl sollte damit ein Zeichen gesetzt werden für den Willen zum Wiederaufbau und für den Willen zur Einheit Deutschlands. Maßgeblich für die Planung und Organisation des Frankfurter Turnfestes war der damalige Oberbürgermeister der Stadt, Dr. Walter Kolb (1902–1956), der zwei Jahre später Vorsitzender des neu gegründeten Deutschen Turner-Bundes wurde. Er übernahm die Gesamtleitung der Veranstaltung, die von vielen Zeitgenossen seinerzeit als „unerhörtes“, „unmögliches“ und „kühnes“ Projekt charakterisiert worden war.
Verbindendes Element der Idee Kolbs war das 100. Jubiläum der Märzrevolution 1848/49 bzw. der ersten deutschen Nationalversammlung in der Frankfurter Paulskirche, woran die Turner und der als „Turnvater“ apostrophierte Friedrich Ludwig Jahn entscheidenden Anteil gehabt hatten. So engagierte sich Walter Kolb vor dem Jubiläum nicht nur stark für den rechtzeitigen Wiederaufbau der im Krieg stark beschädigten Paulskirche, sondern auch für das Turnfest, das aus diesem Grund unbedingt in Frankfurt am Main durchgeführt werden sollte. Die Eröffnung des Frankfurter Turnfestes fand am 19. August 1948 folgerichtig in der Paulskirche statt. Im Verlauf der Eröffnungsreden zum Frankfurter Turnfest in der Paulskirche wurden erste Forderungen nach der Gründung eines Deutschen Turner-Bundes als Nachfolger von Deutscher Turnerschaft (DT) und Arbeiterturnerbund (ATB) laut.

## Ablauf
Mögliche Veranstaltungsorte innerhalb der Stadt waren noch zu sehr durch Kriegsschäden beeinträchtigt, so dass das Turnfest großteils im Victory Park stattfand, dem von der US-amerikanischen Militärverwaltung so bezeichneten Frankfurter Waldstadion (heute: Commerzbank-Arena). Einzelne Veranstaltungen wurden jedoch auch auf dem Römerberg, also in unmittelbarer Nähe der Paulskirche, und auf dem Gelände des Frankfurter Zoologischen Gartens durchgeführt. Der bei anderen Turnfesten übliche Umzug durch die Straßen der Stadt war jedoch wegen des Trümmerschutts nicht möglich.
Offiziell nahmen rund 30.000 Turner aus der US-amerikanischen und der britischen Besatzungszone teil, die Teilnahmeerlaubnis der britischen und der US-Militärregierung galt nur für die Bewohner bzw. Vereinsmitglieder ihrer zusammengeführten Bi-Zone. Inoffiziell gelang es jedoch auch Turnern aus der französischen und der sowjetischen Besatzungszone, nach Frankfurt am Main zu kommen und am Turnfest teilzunehmen. Für diese war nicht nur die oft lange Anreise angesichts der unvollkommenen Verkehrsverbindungen problematisch. Die Teilnehmer aus der sowjetischen Besatzungszone verfügten auch nicht über die in den Westzonen eingeführte neue Währung, die Deutsche Mark. Die Turner aus der französischen und der sowjetischen Besatzungszone starteten gezwungenermaßen unter falscher Flagge für Vereine aus der britischen bzw. US-amerikanischen Zone, um ihre eigentliche regionale bzw. zonale Herkunft zu verschleiern.
Da die Unterbringung zur damaligen Zeit wegen der Zerstörungen nicht einmal für die einheimische Bevölkerung und die in Frankfurt hängengebliebenen Vertriebenen und Flüchtlinge gewährleistet war, nächtigten die Turnfest-Teilnehmer zum größten Teil in Zeltlagern, welche die US-Armee errichtet hatte.
Kolb gelang es beim Frankfurter Turnfest, die früheren Diskrepanzen und Ideologien der organisierten bürgerlichen und Arbeiter-Turnvereine und -verbände durch das Betonen eines gemeinschaftlichen Geistes weitestgehend zu überwinden.
Der Münchner Journalist Robert Lembke schrieb 1948 über die Abschlussveranstaltung des Frankfurter Turnfestes: „18.000 Zuschauer (fünf pro Sieger) und die Kapelle hatten ihr Möglichstes getan, um die herbstliche Kühle und die drohenden Regenwolken am Schlusstag vergessen zu lassen. Wenige Stunden später begann in den Zeltlagern der Aktiven und den überquellenden Lokalen der Frankfurter Altstadt das große Abschiednehmen, eingeleitet durch ein knatterndes Feuerwerk.“
Das Frankfurter Turnfest wird heute statistisch als 19. Deutsches Turnfest geführt.

## Wettbewerbe
Neben Mehrkämpfen, Turnspielen und Freiübungen wurde erstmals die Deutsche Turnvereinsmeisterschaft (DTVM) durchgeführt.

## Rahmenprogramm
Im Rahmenprogramm des Frankfurter Turnfestes wurde das Festspiel „Der helle Ruf“ von Hermann Grauerholz aufgeführt.

## Weitere Turnfeste in Frankfurt am Main
Umgangssprachlich gelten auch die übrigen Deutschen Turnfeste, die in Frankfurt am Main stattgefunden haben, als Frankfurter Turnfeste, so das 5. Deutsche Turnfest 1880 (nur männliche Teilnehmer), das 11. Deutsche Turnfest 1908 (nur männliche Teilnehmer), das 22. Deutsche Turnfest 1983 und das 41. Internationale Deutsche Turnfest 2009.